# یوری ونگروفسکی
یوری ونگروفسکی (اوکراینی: Юрій Наумович Венгеровський؛ ۲۶ اکتبر ۱۹۳۸ – ۴ دسامبر ۱۹۹۸) بازیکن والیبال اهل اتحاد جماهیر شوروی سوسیالیستی بود.